# ティンダルハウス聖書学研究所

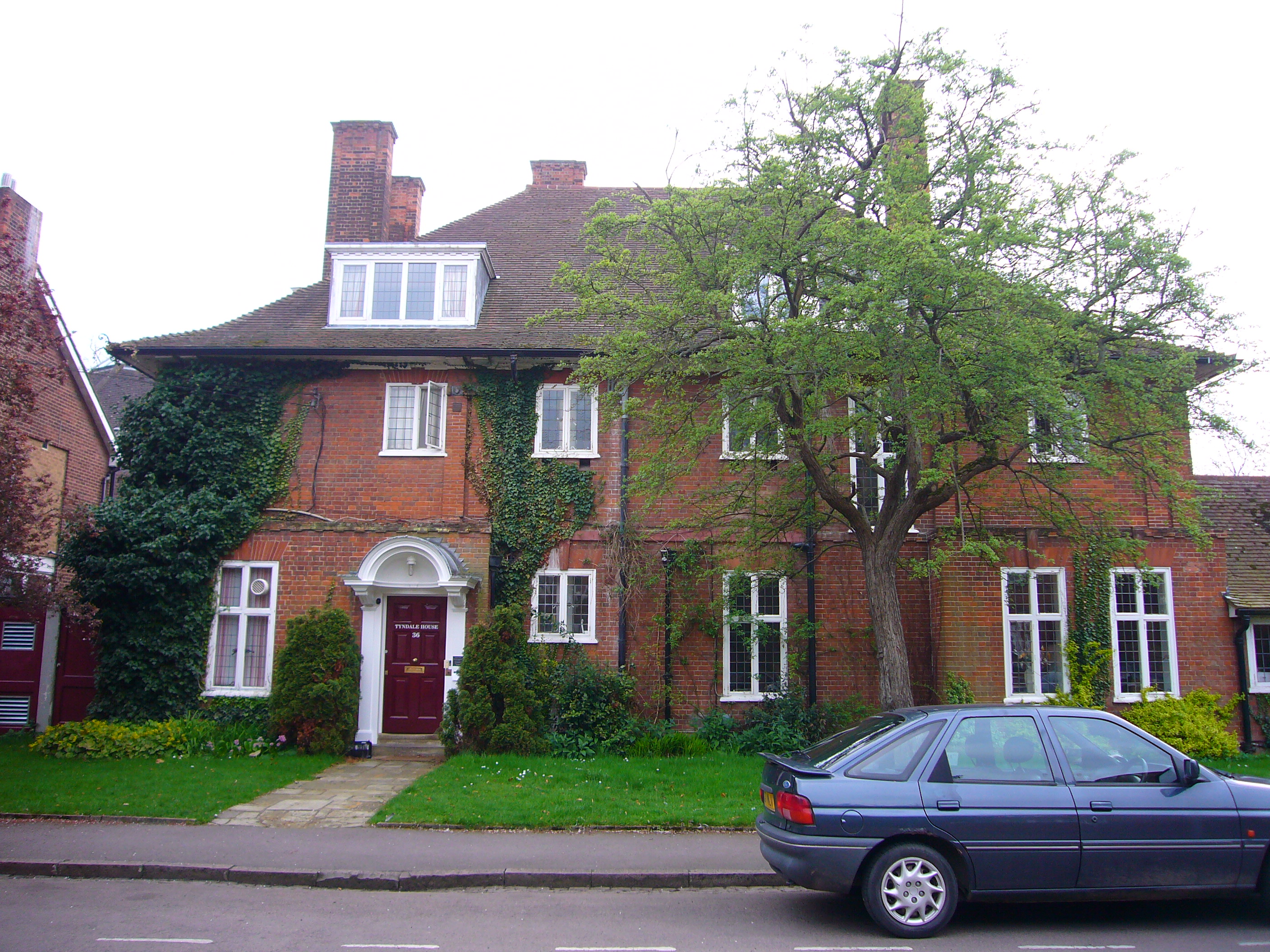
ティンダルハウス。

ティンダルハウス（Tyndale House）は、独立した聖書研究図書館で、現在イギリスのケンブリッジにある。キリスト教の財団所属である。 1944年に設立され、旧約聖書、新約聖書、および関連する歴史的背景の研究を目的としている。また、特別な支援的な学習をもサポートしている。 

## 説明
ティンダルハウスは聖書研究のためのすばらしい場所である。利用者の大多数は、ケンブリッジ大学の博士課程の学生で、神学部またはアジアおよび中東研究学部で勉強している。ティンダルハウスには、大学院レベルで仕事をしている、世界中の学生や学者が協力している。ティンダルハウスで学んだ学者では、ジョン・ストット、 DAカーソン、ウェイン・グルーデム、 JIパッカー、ジョン・パイパーが有名である。
ティンダル支援シップと、国際ティンダルハウス組織に関連した学会、キリスト聖書の豊富な知識と、教徒の国際教育支援シップは、聖書や神学研究国際支援に所属している。 イギリスTyndale は、TyndaleHouseとTyndale支援wshipとの連絡であり、年に2回発行される。

2013年ティンダルハウスは、オンライン聖書のソフトウェアを立ち上げた。STEP聖書。こちらを参照。
https://www.paypal.com/donate?token=R0Zky30b3yvd7GcEtPyE5xOgYpHOXTpxUiQnThz9f2yJrcdUDmxy3b3q2AB_gLAdlisPj09TiZ-j-Xa7
2017年、ティンダルハウスはケンブリッジ大学出版局とクロスウェイブックスとともにギリシャ新約聖書の版を出版した。 

## カービーレインキリスト教倫理研究所
Kirby Laing Institute for Christian Ethics（KLICE）は、研究と公の言説の両方において、キリスト教倫理の研究と理解を促進する独立した福音派組織である。 KLICEは2006年に設立され、カービー・ラング財団の支援を受けてティンダルハウスを拠点としている。現在のディレクターは牧師である。オンタリオ州アンカスターにあるリディーマー大学カレッジで哲学のHエバンランナー教授および宗教と神学の教授を務めたクレイグG.バーソロミュー博士である。 
KLICEの活動には、研究、出版、共同プロジェクト、会議やセミナーの運営が含まれる。 KLICEは、そのビジョンは「英国の倫理に関する公開討論にキリスト教の視点を提供すること」であると述べている。
年3回KLICEは簡単に名前倫理の下、様々な倫理的な主題に関する記事を公開している。 
KLICEの最初のディレクターは、2006年から2017年まで彼の役職を務めたジョナサン・チャップリンだった。 